# بابلو ريدوندو
بابلو ريدوندو (بالإسبانية: Pablo Redondo Martínez) هو لاعب كرة قدم إسباني في مركز الوسط، ولد في 17 أبريل 1982 في بلنسية في إسبانيا. لعب مع خيمناستيك طركونة وفالنسيا ميستايا ونادي ألباسيتي ونادي إيركوليس ونادي خيتافي ونادي خيريث ونادي فالنسيا.

## وصلات خارجية
- بابلو ريدوندو على موقع قاعدة بيانات كرة القدم.إي يو (الإنجليزية)
- بابلو ريدوندو على موقع Soccerway.com (الإنجليزية)
- بابلو ريدوندو على موقع AS.com (الإسبانية)